# Swartzia guianensis
Espèce
Classification phylogénétique
Synonymes
- Swartzia alata Willd.
- Swartzia leblondii R.S.Cowan, 1968
- Tounatea guianensis Aubl. - Basionyme[1]

Swartzia guianensis est une espèce de plantes à fleurs de la famille des Fabaceae. C'est un arbre néotropical. 
Il s'agit du nom correct de l'espèce type du genre Swartzia Schreb..
En Guyane, c'est une des espèces connues sous le nom de bois de fer. Au Suriname, on l'appelle paarse ijzerhart, et au Guyana, banya-type, itikiburoballi, Matope (Arawak), Axeblunter, Marudi food (Créole), Warama, Asemunusi, Marasi ereparï (Carib).
Au Venezuela, on le nomme Dawadema, Majako shodo (Yekwana).

## Statut
Swartzia leblondii R.S.Cowan, 1968 (synonyme de Swartzia guianensis (Aubl.) Urb.) est inscrit sur la liste des espèces protégées en Guyane.

## Description
Swartzia guianensis est un arbre petit à moyen, haut de 6 à 16 m. Le tronc mesurant 7,5-30 cm de diamètre, développe des contreforts, et est recouvert d'une fine écorce, lisse et brune. Les rameaux sont strigilleux à l'apex. 
Les feuilles sont composées, imparipennées, à rachis nettement ailé, à 5 folioles (les 2(3) paires de folioles latérales sont opposées).
Les stipules parfois persistantes, sont linéaires-lancéolées ou linéaires-subulées, longues de 3 à 5,5 mm, et strigilleuses à l'extérieur.
Pétiole, rachis et pétiolules sont strigilleux à pileux veloutés.
Le pétiole est long de 12-22 mm, et ailé, avec des ailes plus courtes que le pétiole, étroitement oblongues à oblancéolées, larges de 1 à 2 mm.
Le rachis est long de 5 à 8,5(14,5) cm, ailé, avec des ailes glabrescentes, linéaires-oblongues à oblancéolées, larges de 2-4(7) mm, et porte des stipelles à l'insertion des folioles.
Les pétiolules sont longs de 1 à 3(4) mm.
Les folioles sont cartacées à finement coriaces, pileuses sur la nervure primaire adaxiale, pileuses et glauques sur toute la face adaxiale, à base obtuse, et à apex nettement aigu à cuspidé-acuminé, de forme elliptique à oblancéolée-elliptique, et mesurent de 6,5-22(29) x 3,5-9(10) cm (la paire basale est la plus petite). 
Les inflorescences voyantes, de couleur crème, sont des grappes simples ou des panicules peu ramifiés, pendant sur le tronc, les branches ou les rameaux plus âgés, longues de (8,5)14-22 cm.
Les axes, bractées, pédicelles et boutons floraux sont couverts d'un indumentum velouté strigilleux 
Les bractées sont triangulaires à triangulaires-lancéolées, aiguës, persistantes, et mesurent environ (1)1,5(2) x 0,7(1) mm.
Les pédicelles sont veloutés, longs de (4,5)6-7(9) mm.
Les bractéoles sont absentes.
Les boutons floraux sont ovales ou déprimés-globuleux, et mesurent environ 7 × 6 mm de diamètre. 
Le calice compte (3)4 sépales, glabres ou densément strigueux sur sa face interne.
Les pétales sont absents.
L'androcée se compose de 2 grandes étamines glabres ou légèrement strigilleux, avec un filet long d'environ 6 mm, et de petites étamines glabres avec un filet long d'environ 4 mm.
Le gynécée densément poilu, se compose d'un gynophore long d'environ 2(3) mm, qui porte un ovaire ovoïde, mesurant environ 3(4) x 2(3) mm, avec un style glabre, latéral (perpendiculaire à l'axe principal de l'ovaire), long d'environ 1 mm, portant un stigmate ponctuel.
Le fruit est une gousse peu strigueuse, de couleur orange, ovoïde, mesurant 2,5-3 x 1,5-2 cm de diamètre, et portée par un stipe strigueux long de 3-5 mm. Il contient des graines noires entourées d'un arille blanc,,.

## Répartition
Swartzia guianensis est une espèce endémique du plateau des Guyanes : son aire de répartition est restreinte au Venezuela (Amazonas), au Guyana, au Suriname, et à la Guyane.

## Écologie
Swartzia guianensis a une affinité pour le sous-étage des forêts sur sol sablonneux ou argilo-latéritiques, les forêts ripicoles, et les talus boisés, depuis les zones côtières jusqu'à 100–400 m d'altitude.
Les oiseaux du genre Penelope consomment les fruits de Swartzia guianensis, d'où le nom de maduri food au Guyana.

## Utilisations
Les Amérindiens Yekwana emploient l'écorce de Swartzia guianensis pour traiter les infections cutanées.
Le bois dur de Swartzia guianensis est parfois utilisé pour réaliser les poteaux de maison et comme bois de chauffage.

## Histoire naturelle

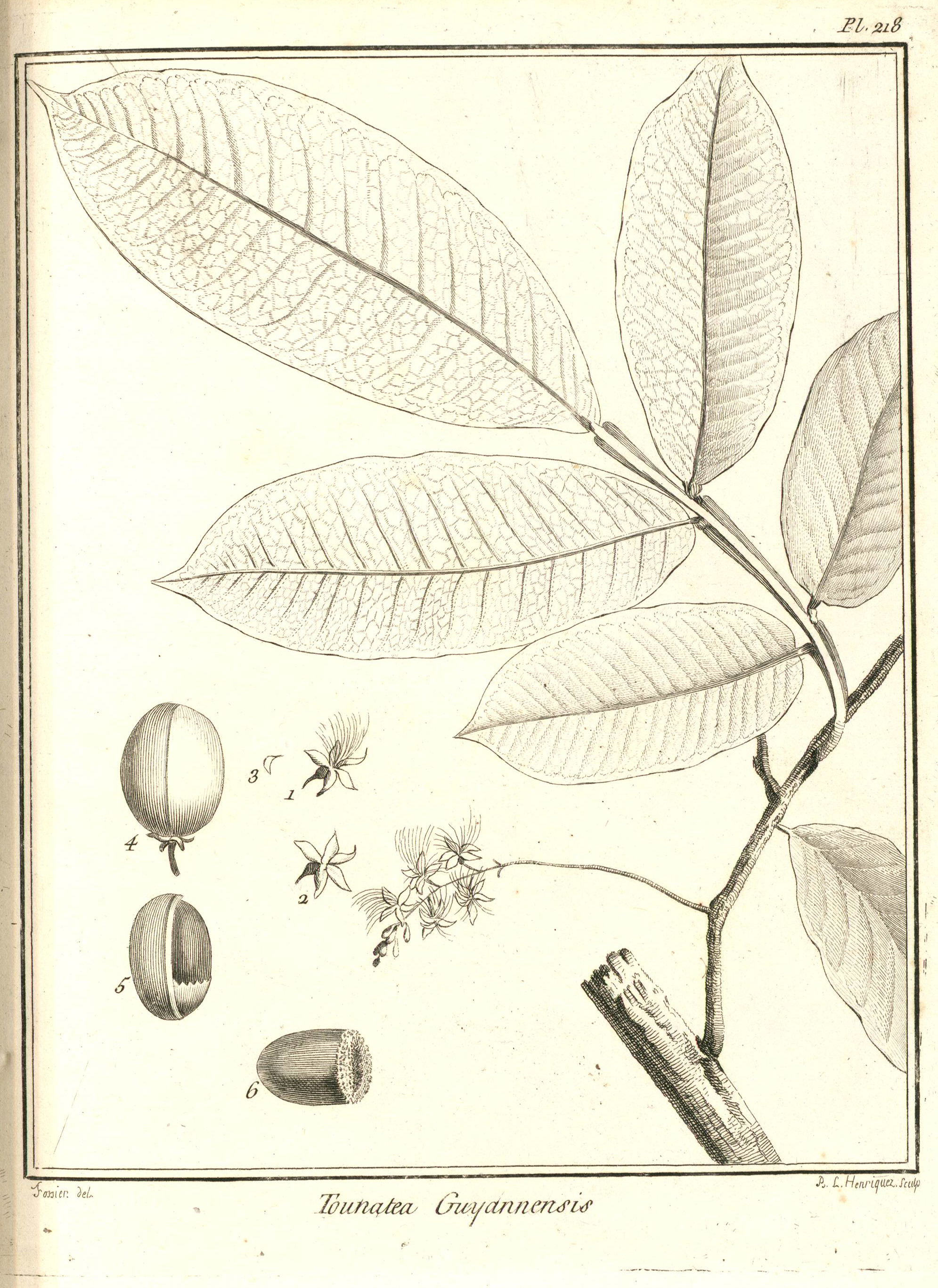
Swartzia guianensis : Planche 218 par Aublet (1775)
Le fruit eſt repréſenté de groſſeur naturelle ; les fleurs ſont très petites. On a été oblige de les groſſir. - 1. Fleur épanouie. - 2. Calice. Piſtil. - 3. Piſtil. - 4. Capſule. - 5. Capſule de laquelle on a ſéparé une valve, pour faire voir la graine & la coëffe où elle eſt attachée. - 6. Graine ſans coëffe.

En 1775, le botaniste Aublet propose la diagnose suivante pour Swartzia guianensis : 
« TOUNATEA Guianenſis. (Tabula 218.) 

Arbor trunco viginti-quinque-pedali, & ampliùs, in ſummitate ramoſo ; ramis undique ſparſis ; ramulis folioſis. Folia alterna, impari-pinnata. Foxiolis utrinque binis, ſeſſilibus, ſuboppoſitis, coſtæ alatæ adnexis ; impari majore ; omnibus ovatis, acutis, glabris, integerrimis. Flores ſpicati, ſupra ramos & ramulos ; ſingulus flos, ad baſim squamulla munitur. 
Florebat, fructumque ferebat Novembri. 
Habitat in ſylvis Sinémarienſibus, 

Nomen Caribæum TOUNOU. »

« LE TOUNATE de la Guiane. (PLANCHE 218.)
Le tronc de cet arbre s'élève à vingt-cinq pieds & plus, ſur un pied & plus de diamètre. Son écorce eſt liſſe, cendrée ; ſon bois eſt blanchâtre, peu compare. Il pouſſe à ſon ſommet des branches qui s'élèvent, & d'autres qui s'étendent en tons ſens ; elles ſont chargées de rameaux garnis de feuilles alternes, ailées, à deux rangs de folioles, terminées par une impaire. 
Les folioles du premier rang ſont beaucoup plus petites que celles du ſecond, & la cinquième eſt encore plus grande. Ces folioles ſont ſeſſiles, vertes, liſſes, entières, ovales, terminées en pointe ; elles ſont partagées dans leur longueur par une nervure longitudinale, ſaillante en deſſous ; les nervures latérales ſont peu apparentes ; les plus grandes folioles ont huit pouces de longueur, ſur trois de largeur ; la côte, ſur laquelle ſont rangées les folioles, eſt bordée de chaque côte d'un petit feuillet. Les fleurs naiſſent ſur les branches & les rameaux ; elles ſont diſpoſées en épi, ſur un pédoncule commun, grêle, qui a ſix pouces de longueur. Chaque fleur a ſon petit pédoncule, garni à ſa baſe d'une petite écaille. 
Le calice eſt d'une ſeule pièce, diviſé profondément en quatre parties, aiguës, d'un blanc ſale. 
II n'y a point de corolle. 
Les étamines ſont en très grand nombre, attachées au deſſous de l'ovaire qu'elles cachent ; leur filet eſt blanc ; les anthères ſont jaunes & à deux bourſes. 
Le piſtil eſt un ovaire ovoïde, ſurmonté d'un très petit style, terminé par un stigmate obtus. 
L'ovaire devient une capſule jaune, marquée de deux côtes d'une petite ligne ſaillante ; c'eſt par la qu'elle s'ouvre en deux valves, & laiſſe échapper une graine noire, liſſe, emboëtée à ſa baſe dans une coëffe membraneuſe, blanche, attachée au fond de la capſule ; cette graine détachée de cette membrane conſerve l'impreſſion de ſon cordon ombilical, laquelle eſt marquée par une petite cavité. 
Cet arbre eſt nommé TOUNOU par les Galibis. Il étoit en fleur & en fruit au mois de Novembre. Je l'ai trouvé dans les forêts voiſines de la crique des Galibis. »

— Fusée-Aublet, 1775.